# Дуждева палата
Дуждева палата (итал. Palazzo Ducale) jе палата у готско-венецијанском стилу у Венецији. Палата се налази тик уз Цркву Светог Марка на главном тргу града, Тргу Светог Марка. Ова палата је представљала центар моћи некада утицајне Млетачке републике у којој је живео изабрани дужд. У њој су биле највеће институције у Републици: Велико веће, Веће умољених Млетачке републике итд...

## О палати
После Цркве Светог Марка, најпознатија грађевина Венеције је, свакако, Дуждева палата која је вековима била средиште венецијанских поглавара. Такође, она је повезана са Црквом Св. Марка, где је црква служила и као дуждева капела, а у њој су се и крунисали краљеви, одржавали се погреби и процесије. Палата има три крила, а са четврте је Црква Светог Марка. Источна страна је непосредно уз морску обалу.  Палата је грађена и преграђивана током 14. и 15. века, раскошна је и огромна. Грађена је у готско-венецијанском стилу, а источна страна у ренесансном стилу. На грађевини се сусрећу лаки стубови са масивним зидовима, уски и шиљасти готски прозори, раскошни са пуно светла, многобројним нишама и на свакој страни су балкони. У неким нишама су статуе светаца, скулптуре. Врло је тешко рећи име архитекте јер су на палати радили грађевинари често преправљајући и рушећи што је раније подигнута.
Различите политичке прилике у Фиренци и Венецији утицале су на изглед градских палата. Фирентинска палата је чврста и 
непробојна, а венецијанска прозрачна и отворена, пуна прозора и аркада, која ни мало не подсећа на одбрамбену. Венецијански архитекти од 
готичких и исламских узора преузели су отмени начин приказа богатства и безбедности града. Године 1340. град је одлучио да прошири Дуждеву палату када се указала потреба за већим простором Великог већа. Радови су обављани све до почетка 15. века. Дуждева палата је при дну отворена, тако што тежина горњих делова почива на два спрата оштрих аркада. Доње аркаде затварају наткривени пролаз око 
грађевине, а горње лође. Богати венци и четворолисти аркада дају грађевини декоративан изглед који је још више истакнут горњим аркадама. Зидови зграде украшени су каменом оплатом у тзв. дијамантском поретку што их чини визуелно лакшим и раскошнијим.

### Улази у палату
Главни улаз до Цркве Светог Марка познат је под именом  капија папира (итал. Porta della carta). Ту су писари нудили своје правне савете људима који су долазили у палату. Са водене стране, недалеко од станице вапорета је капија итал. Rive, односно она са водене стране.

### Двориште палате
Крила зграде затварају двориште где се налазе два бронзана бунара. На северној страни је сат у барокном стилу. Улази се преко богато украшеног степеништа џинова где се налазе велике статуе Марса и Нептуна (бога рата и бога мора). Статуе су дело познатог италијанског вајара и архитекте Јакопа Сансовина.
- Двориште Дуждеве палате са бронзаним бунаром
- Двориште Дуждеве палате са оба брозана бунара
- Поглед на сат у дворишту Дуждеве палате
- Поглед на Дуждеву палату из дворишта
- Поглед на Дуждеву палату из дворишта
- Степениште џинова, статуе Марса и Нептуна

### Унутрашњост палате
Степеништем џинова пење се на галерију првог спрата, а одатле златним степеништем улази се у одаје палате. Дуждева палата данас представља музеј, галерију и богате колекције што само говори о бурној историји Венеције. Дворане, радне собе, ходници и степеништа украшени су многим платнима и фреско сликама. Најчешће срећемо Тинторета, Веронеза, Тицијана, Басана и Тјепола. Слике су из античке и хришћанске митологије, а многе приказују сцене из прошлости Млетака. Неке од дворана су служиле за дневни боравак дужда, рад појединих државних институција, државних већа. У палати се налази и музеј старог оружја где је већина експоната  страдала и разнесена за време револуционарних дана 1797. године.

#### Дворана за примање
Преко златних степеница долази се у дворану за примање са низом слика Тинторета, Веронеза и других.

#### Дворана са четворо врата
Из дворане за примање се иде у дворану са четворо врата названу по раскошно украшеним вратима. То је као нека врста фоајеа за друге дворане. Ту се налази слика Тјепола Нептун пружа Венецији поклом мора.

#### Предсала Колегијума
То је мања сала која је служила као чекаоница. Ту се налази позната слика Јакопа Басана Повратак Јакова у Ханан. На зидовима су и Тинторетове слике митолошко-алегоријске (Минерва прогони Марса штитећи слободу).

#### Сала Колегијума
У Сали Колегијума одржавали су се састанци и саветовања највиших државних тела , као и мања примања код дужда. Врата у овој дворани израђена су од кедровине са планине Либанон. Дворана је осликана делима Веронеза и Тинторета.

#### Сала Сената
У овој сали је заседало веће умољених од 40 до 60 чланова. Овај Сенат је био највећи орган власти. Ту су се доносиле најважније одлуке државе. У сали се налази раскошан намештај из 17. века.

#### Сала Већа десеторице
У ову салу се улази из дворане са четворо врата. Овај савет био је извршни орган републике.

#### Сала компаса
Ова сала је служила као лоби за оне које су позвали моћни магистрати. Назив је добила по великом дрвеном компасу који води до суседних судница и надређен је статуом правде. Паоло Веронезе завршио је његову алегоријску декорацију 1554. године. Ту се налази и монументални камин који је дизајнирао Сансовино. На зидовима се налазе дрвени панели. У овој сали су и позната Лавља уста где су појединци убацивали тајне притужбе и доставе против грађана.

#### Сала инквизитора
Сала инквизитора има двоје врата (једна тајна, маскирана орманом)која су водила у злогласне затворе Венеције. Инквизитори су представљали тајну полицију у средњем веку. Од 16. века имали су велика овлашћења, тако да су били симбол страха и тираније у Венецији. Током побуне 1797. је чак читав намештај био уништен због омражене инквизиције и њиховог деловања.

#### Музеј оружја
Музеј оружја смештен је у неколико дворана. Збирке су страдале 1797. године. Садашњи експонати су прикупљени накнадно.

#### Дуждеви апартмани
Просторије у којима је дужд живео увек су се налазиле у истом делу палате, близу Златног степеништа. Због катастрофалног пожара 1483. године је морала да се уради велика реконструкција, а дуждев стан је завршен 1510. године. Тај простор је чинио не тако велику резиденцију, а собе најближе Златном степеништу имале су и приватну и јавну функцију. Дужд је могао да се повуче у приватне одаје са члановима своје породице у приватни део који је био намештен намештајем из његове куће. 
- Пурпурна сала - названа је тако јер су чланови Савета улазили у пурпурним тогама.
- Сала географских карата - названа је тако због географских карата по зидовима.
- Сала филозофа - названа по сликама 12 филозофа које су касније пренете у библиотеку.[1]

#### Сала Великог већа
Сала Великог већа је огромна дворана (55 Х 25m). Ту су се састајали сви представници патрицијата старијих од 25 година, а који су били записани у златну књигу. Велико веће је имало задатак да доноси законе и бира све високе државне функционере. Због величине је једна од највећих дворана у Европи. Седницама је присуствовало 1200 до 2000 патриција. У дворани су биле дугачке клупе двоструког седишта нормално постављене на председавајуће Великог већа. Простор се користио и за пријеме политичара и потписивање различитих важних аката.Ту се налазио врло скупоцен намештај који је уништен приликом пропасти Републике. Такође је дворана страдала и у пожару 1577. године. Дворана је осликана. Читав један зид на страни престола представља монументално дело Тинторета названо Рај. Слика је дуга око 25m, а широка 8m. По својим димензијама убраја се међу највеће слике на свету. Тинторето је ову слику довршавао у 70 години живота, између 1588. и 1592 године у сарадњи са својим сином Домеником. За спровођење овог дела урађене су 3 скице (Тинторето, Веронезе, Басано) које је онда реализовао Тинторето. Скице се чувају у Лувру, Музеју Лил и Ермитажу у Санкт Петербургу. На слици Рај уметник је представио небески свет у славу Христа и Богородице. Огроман плафон обухвата 35 слика постављених између великих позлаћених дрвених рамова које су осликали Тинторето, Веронезе, Палма, Басано. У централном делу налази се Веронезова слика Тријумф Венеције, овалног облика. Она је и последња алегоријска слика Веронеза. Око дворане при врху је фриз са портретима 72 млетачка дужда. Уместо портрета Марина Фалиера стоји црни вео. Овај 80-годишњи дужд због завере против Републике био је убијен.
- Доменико Тинторето: Дужд Ђовани Моћениго
- Доменико Тинторето: Дужд Марко Барбариго
- Доменико Тинторето: Дужд Франческо Дона
- Доменико Тинторето: Дужд Пиетро Ландо
- Леандро Басано

#### Сала Ново веће четрдесеторице за цивилне послове
У овој сали се у фризу настављају портрети дуждева и завршава се последњим, Лудовиком Манином.

## Затвори у Дуждевој палати
Мост уздаха везивао је Дуждеву палату са затвором. Затвореници су прелазили преко овог моста и кроз камене решетке бацали последњи поглед уздишући за слободним животом.
- Поглед кроз камене решетке на Мост уздаха
- Камене решетке
- Поглед кроз камене решетке на Мост уздаха

### Оловни затвор илипиомба
Име долази од оловних плоча на тавану палате. Читав кров је био прекривен великим оловним плочама. Ту су биле неке затворске ћелије резервисане за затворенике Већа десеторице, оптужених због политичких злочина. Ту су били и смештени затвореници са лакшим казнама. Најчувенији затвореник, који је успео да побегне из затвора пиомба, био је Ђакомо Казанова.

### Бунар затвор
Казамати палате смештени су испод воде и били су врло влажни и нездрави. Били су намењени затвореницима нижих слојева. Ћелије су биле тамне и уске и носиле су назив бунар затвор. Једина светлост је допирала кроз округле рупе на вратима која су била обезбеђена тешким ланцима. Кроз те рупе је и достављана храна затвореницима. Тамнице су биле изграђене од масивних комада истарског камена. Поред криминалаца ту су тамновале и хиљаде припадника народа који су покушавали да поправе свој понижавајући друштвени и економски положај. Дрвене палете су биле једини намештај у ћелији. Ћелије су биле једна испод друге, а дисање је било отежано како се спуштало у дубину тамница. Када су дошли Републиканци, нашли су само једног живог затвореника који је ту провео 16 година. Осуђеници су остављали трагове свог присуства на зидовима ћелија који су и даље видљиви. Ту се налазе разни потписи, као и црквена обележја јер су ту били затворени и црквени великодостојници због политичких злочина.
- Потписи затвореника
- Решетке на ћелији
- Једини отвор на ћелији
- Кревети у ћелији
- Решетке у затвору

## Пожари
Зграда каква је данас  почета је да се гради 1385. године, а завршена је у првој половини XV века, јер је ранија зграда изгорела у Пожарима 976. и 1105. године. Године 976. је уништено око пола зграде, а 1105. године је изгорео и остатак палате. Пожари су 1574. и 1577. године оштетили неке делове зграде и уништили многе вредности. После пожара 1574. и 1577. ангажован је и Андреа Паладио на обнови плате.

## Галерија
- Лавља уста у Сали компаса
- Тинторето: Минерва прогони Марса штитећи слободу (Предсала Колегијума)
- Ђовани Батиста Тјеполо: Нептун пружа Венецији поклон мора (Дворана са четворо врата

- Карло Наје: Жене на бунару у Дуждевој палати
- Веронезе: Тријумф Венеције на плафону Сале Великог већа
- Андреа Паладио
- Схема затвора у палати